# Wolfgang Reiß

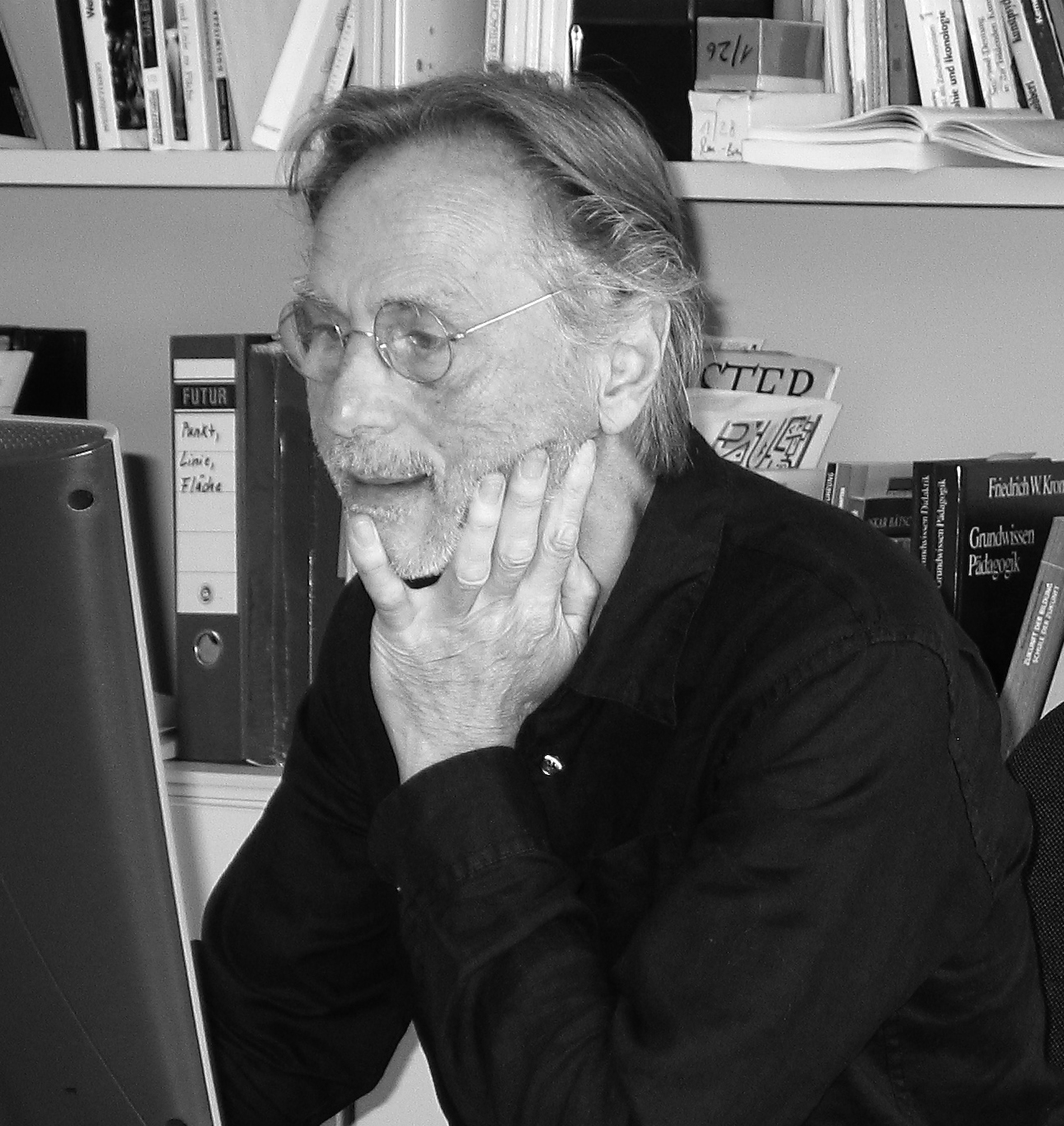
Wolfgang Reiß

Wolfgang Reiß (* 11. Juni 1944 in Lissewo / Westpreußen) ist ein deutscher Universitätsprofessor für ästhetische Bildung und Kunstpädagogik.

## Werdegang
Wolfgang Reiß war als Jugendlicher ein erfolgreicher Leichtathlet, nahm an mehreren Länderkämpfen teil und wurde u. a. 1965 deutscher Juniorenmeister im Kugelstoßen.
Er studierte Kunst und Werkerziehung für Gymnasien an der Kunsthochschule Kassel (1970–1974). In den siebziger Jahren war er Mitglied in dem von Diethart Kerbs gegründeten „Arbeitskreis für historische Kunstpädagogik“.
Nach Abschluss des künstlerisch-wissenschaftlichen Staatsexamens promovierte er 1980 bei Wolfgang Kemp mit einer Arbeit: Die Kunsterziehung in der Weimarer Republik – Geschichte und Ideologie.
Nach dem zweiten Staatsexamen arbeitete er als Studienrat an Gymnasien in Bad Hersfeld und Düsseldorf.
1981 wurde er Mitglied der Fachgruppe Kunst des Hessischen Instituts für Lehrerfortbildung.
Von 1982 bis 1986 wurde er an die Universität Essen abgeordnet und begann mit Grundlagenforschung zur Kinderzeichnung. Bei diesen Untersuchungen wurden neben der Einzelfallforschung auch über 36.000 Kinderbilder systematisch ausgewertet. Es handelt sich dabei um eine der größten empirischen Untersuchungen im deutschsprachigen Raum seit 1905 durch Georg Kerschensteiner.
1993 erfolgte an der Universität Essen die Habilitation für Kunstpädagogik mit den Ergebnissen der Erforschung zum ästhetischen Verhalten von 6- bis 14-jährigen Kindern und Jugendlichen.
1995 erfolgte die Berufung zum Professor für Kunstpädagogik am Fachbereich 24 Bildende Kunst der Universität Mainz, der heutigen Kunsthochschule Mainz.
2005 und 2006 war er auf Einladung des Goethe-Instituts Gastdozent an der Faculty of Fine Arts der Universität Kabul.
Nach seiner Entpflichtung 2009 vertrat er weiterhin den Lehrstuhl bis 2011. Seit den 1980er Jahren war er Lehrbeauftragter u. a. an den Universitäten Kassel, Wuppertal, Frankfurt a. M. und Bern.
Die historischen Dokumente und der gesamte Kinderbildfundus wurden vom DIPF, Leibniz-Institut für Bildungsforschung und Bildungsinformation in Berlin übernommen. Sie stehen dort der weiteren Forschung zur Verfügung.

## Arbeitsgebiete
- Ästhetische Sozialisation (Bildnerisches Verhalten) von Kindern und Jugendlichen
- Geschichte der ästhetischen Erziehung, Einzelfragen der historischen Kunstpädagogik und der Kunstvermittlung

## Veröffentlichungen (Auswahl)
- Die Kunsterziehung in der Weimarer Republik – Geschichte und Ideologie. Beltz Verlag, Weinheim und Basel 1981.
- Kunstpädagogik und Politik, dargestellt am Beispiel Gustav Kolb in: Zur Lage der Kunstpädagogik, Schriftenreihe der Hochschule für Bildende Künste Braunschweig, Teil 1, Grundfragen und Aufgabenstellung der ästhetischen Erziehung, Bd. 9, Braunschweig 1986.
- Katalog Internationaler Mal- und Zeichenwettbewerb  „Meine – Deine – Unsere Welt“, Kinderbilder aus 22 Entwicklungsländern und der Bundesrepublik Deutschland. Kindernothilfe, Duisburg 1991.
- Die Kinderzeichnung der Sechs- bis Vierzehnjährigen – Untersuchung zum Kinderbild der Schulkindheit. Luchterhand Verlag Neuwied / Berlin 1996.
- Erhebung und Auswertung von Kinderzeichnungen in: Friederike Heintzel (Hrsg.): Methoden der Kindheitsforschung. Beltz Juventa Verlag Weinheim und Basel, 2. Auflage 2012.